# Giuseppe Lopriore
Giuseppe Lopriore (Gravina in Puglia, 1865 – Resina, 1928) è stato un botanico italiano, professore e filopatologo.

## Biografia
Nasce a Gravina in Puglia nel 1865.
Compie gli studi scientifici dapprima a Pavia, a Firenze e poi in Germania
Lavora al dipartimento di botanica di Modena, e successivamente studia ed effettua indagini sulla vegetazione siciliana. Diviene in seguito direttore del giardino botanico dell'Università di Catania, e ne fu prefetto dal 1900 al 1901.
Abbandona gli studi sui principi fisiologici negli anni in cui lavorò a Modena pubblicando molti articoli sulla scienza, molti dei quali sono presenti nella raccolta "Atti della Società", e nel periodico "Le stazioni sperimentali agrarie italiane", dai volumi XLII al LVIII.

## Riconoscimenti
- Membro della "Società dei Naturalisti e dei Matematici di Modena", e presidente dal 1919 al 1920;
- Membro onorario della "Academia Nacional de Ciencias Antonio Alzate" messicana.
- Membro onorario della "Academia Nacional de Ciencias de Córdoba" argentina.

## Pubblicazioni
- 1916 Flora spontanea e prati artificiali di leguminose nel Mezzogiorno. Ed. Società tipografica editrice barese. 8 pp.

## Opere
- 1896. Ueber die Regeneration gespaltener Wurzeln. Volumen 66, Nº 3 de Nova Acta. Abh. der Kais. Leop.-Carol. Deutsch. Akad. d. Naturforscher. 286 pp.
- Antonio Berlese, Giuseppe Lopriore. 1897. Concorso internazionale di filtri per mosti e vini e di apparecchi per la vinificazione nei paesi caldi tenuto in Catania presso la R. Scuola di viticoltura ed enologia nel settembre e ottobre del 1896. Ed. Tipografia nazionale di G. Bertero. 142 pp.
- 1900 -Studi comparativi sulla flora lacustre delle Sicilia. Ed. Monaco & Mollica. 116 pp.
- 1905 - Il pleroma tubuloso: l'endodermide midollare, la frammentazione desmica e la schizorrizia nelle radici della Phoenix dactylifera L. Ed. Tipografiia Galatola. 132 pp.
- 1906 - Note sulla biologia dei processi di rigenerazione delle Cormofite, determinati da stimoli traumatici. Atti dell'Accademia Gioenia di Scienze Naturali in Catania Ser. IV, vol. 19, Nº 10. 28 pp.
- 1907 - Ueber bandfoermige Wurzeln: Mit 16 Taf, (Acerca de las raíces en forma de tira). Volumen 88 de Nova acta Academiae Caesareae Leopoldino-Carolinae Germanicae Naturae Curiosorum. Eds. Karras, Engelmann. 114 pp.
- 1914 - Sulla distribuzione geografica di alcune specie di Amaranthus. Ed. Società tipografica modenese. 130 pp.
- 1914 - L'acidità dei succhi vegetali come mezzo di difesa contro i parassite. Ed. Tip. Vesuviano. 280 pp.
- 1915 - La crusca e le sue adulterazioni. Ed. Società tipografica modenese. 312 pp.
- 1916 - Il commercie delle sementi da prato negli stati belligeranti. Ed. Società tipografica modenese. 185 pp.
- 1920 - Genetica sperimentale: Saggio di applicazione al miglioramento delle piante agrarie. Ed. Unione tipografico-editrice torinese. 200 pp.
- 1923 Moltiplicazione delle piante ... Nuova enciclopedia agraria italiana. Ed. Unione tipografico-editrice torinese. 392 pp.